# Insurgency: Sandstorm
Insurgency: Sandstorm é um jogo de tiro tático em primeira pessoa desenvolvido pela New World Interactive e publicado pela Focus Home Interactive. O jogo é uma sequência do jogo Insurgency (2014). Ambientado em uma região fictícia sem nome do Oriente Médio, o jogo retrata um conflito entre duas facções: "Security" (Segurança), vagamente baseado em vários militares do mundo (ou seja, forças da OTAN; SOCOM dos EUA; as forças armadas do Iraque, Afeganistão e Síria; YPG e YPJ curdos; e empresas militares privadas ocidentais) e "Insurgents" (Insurgentes), vagamente baseados em vários grupos paramilitares e terroristas (ou seja, EIIL, Talibã, Al-Qaeda, desertores de segurança e mercenários russos implícitos).
Insurgency: Sandstorm foi anunciado oficialmente em fevereiro de 2016 para o Microsoft Windows. Foi lançado em 12 de dezembro de 2018 para Windows; as versões Linux e macOS anunciadas anteriormente do jogo foram canceladas. As versões PlayStation 4 e Xbox One passaram por vários atrasos e foram lançados juntamente com as versões para PlayStation 5 e Xbox Series X/S em 29 de setembro de 2021.
Insurgency: Sandstorm recebeu elogios da crítica por sua jogabilidade realista, design de níveis, design de som, atmosfera, gráficos e animações fluidas, mas foi criticado por seus problemas técnicos e otimização, com alguns lamentando o cancelamento da campanha de história planejada.